# 大阪府道187号大堀堺線
大阪府道187号大堀堺線（おおさかふどう187ごう おおぼりさかいせん）は、大阪府松原市から堺市堺区に至る一般府道である。

## 概要
松原市大堀3丁目から堺市堺区海山町2丁に至る。

### 路線データ
- 起点：松原市大堀4丁目（大阪府道42号・179号住吉八尾線・大阪府道186号大阪羽曳野線交点）
- 終点：堺市堺区海山町2丁（海山町交差点、国道26号交点）

## 路線状況

### 通称
- 浅香山通

### 重複区間
- 大阪府道188号郡戸大堀線（松原市大堀3丁目 - 松原市一津屋6丁目）

旧道
- 大阪府道26号大阪狭山線（松原市天美西1丁目 - 松原市天美我堂4丁目・我堂東交差点）

### 道路施設

#### 橋梁
- 今井橋（光竜寺川、堺市北区）

旧道
- 高橋（西除川、松原市）

## 地理

### 通過する自治体
- 大阪府
  - 松原市 - 大阪市（平野区）[注釈 1] - 松原市 - 堺市（北区 - 堺区）

### 交差する道路
| 交差する道路                                                                       | 市町村名 | 市町村名 | 交差する場所  | 交差する場所                                                                                         |
| ---------------------------------------------------------------------------------- | -------- | -------- | ------------- | --- |
| 大阪府道42号・179号住吉八尾線 大阪府道186号大阪羽曳野線                            | 松原市   | 松原市   | 大堀3丁目     | 起点                                                                                                 |
| 大阪府道187号大堀堺線 / 旧道 大阪府道188号郡戸大堀線 重複区間起点                  | 松原市   | 松原市   | 大堀3丁目     | |
| 大阪府道2号大阪中央環状線                                                          | 松原市   | 松原市   | 大堀1丁目     | 大堀北交差点                                                                                         |
| 大阪府道2号大阪中央環状線                                                          | 松原市   | 松原市   | 大堀1丁目     | 大堀南交差点                                                                                         |
| 大阪府道188号郡戸大堀線 重複区間終点                                               | 松原市   | 松原市   | 一津屋6丁目   | |
| 大阪府道2号大阪中央環状線                                                          | 松原市   | 松原市   | 別所2丁目     | 別所交差点                                                                                           |
| 国道309号                                                                          | 松原市   | 松原市   | 阿保2丁目     | 阿保2丁目交差点                                                                                      |
| 大阪府道26号大阪狭山線                                                             | 松原市   | 松原市   | 天美南5丁目   | 天美南4丁目交差点                                                                                    |
| 大阪府道26号大阪狭山線 / 旧道 大阪府道187号大堀堺線 / 旧道 大阪府道192号我堂金岡線 | 松原市   | 松原市   | 天美我堂4丁目 | 我堂東交差点                                                                                         |
| 大阪府道28号大阪高石線                                                             | 堺市     | 北区     | 北花田町2丁   | 北花田交差点                                                                                         |
| 大阪府道28号大阪高石線 / 旧道                                                      | 堺市     | 北区     | 東浅香山町1丁 | 東浅香山町1丁西交差点                                                                                |
| 大阪府道30号大阪和泉泉南線                                                         | 堺市     | 堺区     | 錦綾町2丁     | 錦綾町交差点                                                                                         |
| 国道26号                                                                           | 堺市     | 堺区     | 海山町2丁     | 海山町交差点 / 終点                                                                                  |
| 旧道                                                                               |          |          |               | |
| 大阪府道187号大堀堺線 / 本線 大阪府道188号郡戸大堀線                               | 松原市   | 松原市   | 大堀3丁目     | 旧道起点【北緯34度35分26.5秒 東経135度34分21.4秒 / 北緯34.590694度 東経135.572611度】                |
| 国道309号                                                                          | 松原市   | 松原市   | 三宅中1丁目   | 三宅新道交差点                                                                                       |
| 大阪府道26号大阪狭山線 / バイパス                                                  | 松原市   | 松原市   | 天美東1丁目   | |
| 大阪府道26号大阪狭山線 重複区間起点 / バイパス                                     | 松原市   | 松原市   | 天美西1丁目   | |
| 大阪府道26号大阪狭山線 / 旧道                                                      | 松原市   | 松原市   | 天美南1丁目   | |
| 大阪府道26号大阪狭山線 / バイパス                                                  | 松原市   | 松原市   | 天美我堂5丁目 | |
| 大阪府道26号大阪狭山線 / 旧道 大阪府道187号大堀堺線 / 現道 大阪府道192号我堂金岡線 | 松原市   | 松原市   | 天美我堂4丁目 | 我堂東交差点 / 旧道終点【北緯34度34分59.9秒 東経135度31分39.9秒 / 北緯34.583306度 東経135.527750度】 |

### 交差する鉄道
- 近鉄南大阪線
- 阪和線
- 南海高野線
- 阪堺電気軌道阪堺線
- 南海本線

### 沿線
- 松原市立恵我小学校
- 松原市立松原第四中学校
- 大阪府立平野高等学校
- 松原別所郵便局
- 大阪府立松原高等学校
- 屯倉神社
- 松原市立三宅小学校
- 松原市立松原第二中学校
- 松原市立天美南小学校
- 近鉄南大阪線 河内天美駅
- 池田泉州銀行 松原支店（旧：泉州店『■』）
- 松原天美西郵便局
- 松原市立天美西小学校
- 松原市立松原第五中学校
- 紀陽銀行 北花田支店
- Osaka Metro御堂筋線 北花田駅
- イオンモール堺北花田
  - イオン堺北花田店
- 堺東浅香山郵便局
- 関西みらい銀行 浅香支店
- JR西日本阪和線 浅香駅
- 堺女子短期大学
- 香ヶ丘リベルテ高等学校
- 堺リベラル中学校・高等学校
- 堺市立浅香山中学校
- 堺市立錦綾小学校
- 南海高野線 浅香山駅
- 阪堺電気軌道阪堺線 綾ノ町停留場
- 南海本線 七道駅
- イオンモール堺鉄砲町
  - イオンスタイル堺鉄砲町店